# (26740) Camacho
(26740) Camacho est un astéroïde de la ceinture principale.

## Description
(26740) Camacho est un astéroïde de la ceinture principale. Il fut découvert le 27 avril 2001 à Socorro (Nouveau-Mexique) par le projet LINEAR. Il présente une orbite caractérisée par un demi-grand axe de 3,19 UA, une excentricité de 0,17 et une inclinaison de 1,1° par rapport à l'écliptique.

## Compléments